# SN 1996ak
SN 1996ak – supernowa typu II odkryta 13 lipca 1996 roku w galaktyce NGC 5021. W momencie odkrycia miała maksymalną jasność 18,00m.